# Мар'їна Роща (станція метро, Велика кільцева лінія)
55°47′54″ пн. ш. 37°37′02″ сх. д. / 55.79833° пн. ш. 37.61722° сх. д.

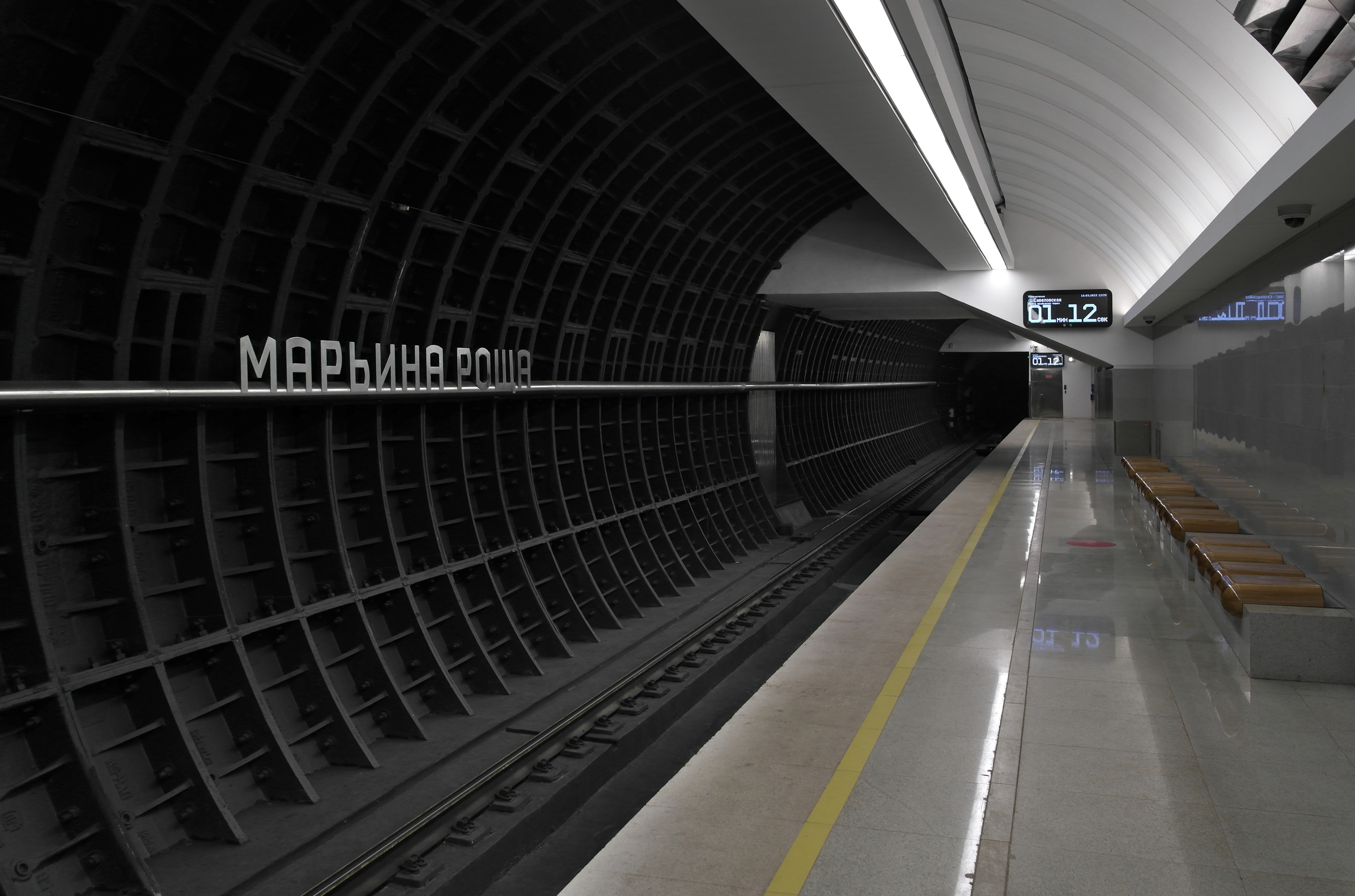

«Мар'їна Роща» (рос. Марьина Роща) — проміжна станція Великої кільцевої лінії Московського метрополітену. 
Розташована в районі Мар'їна Роща (Пн-Сх. АО. 
Відкрито 1 березня 2023 року у складі дистанції  «Електрозаводська» — «Савеловська» під час церемонії повного замикання Великої кільцевої лінії 

## Технічна характеристика
Конструкція станції — пілонна трисклепінна (глибина закладення — 72 м) із однією прямою острівною платформою.

## Колійний розвиток
Станція без колійного розвитку.

## Пересадки
- А: м53, 126, с484, с511, 519, 524, с532, с538, т18, т42, н6
- Мар'їна Роща
- Мар'їна Роща

## Оздоблення
В основі дизайн-коду станції — естетика порцеляни, обов'язкового елемента дворянських садиб. 
Випуклі з усіх боків колони, виготовлені з граніту, нагадують за своєю формою порцелянові вироби. 
Павільйон станції виготовлений з перфорованих металевих листів, що підтримуються колонами-напівсферами, на які нанесені елементи навігації.

## Послуги
| Попередня станція | Лінія | Лінія                 | Лінія | Наступна станція |
| ----------------- | ----- | --------------------- | ----- | ---------------- |
| Ризька            |       | Велика кільцева лінія |       | Савеловська      |